# Pentaòxid de difòsfor
El pentaòxid de difòsfor o òxid de fòsfor(V) és un compost químic amb la fórmula molecular P₄O10 (amb el seu nom comú derivat de la fórmula empírica, P₂O₅). És un sòlid blanc i cristal·lí i és l'anhídrid de l'àcid fosfòric. És un dessecant potent. En els adobs químics el contingut en fòsfor s'expressa com percentatge de pentaòxid de fòsfor.

## Estructura
El pentaòxid de fòsfor cristal·litza com a mínim en quatre formes de polimorfs. El més familiar dels quals, que es mostra en la imatge, comprèn molècules de P₄O10. Forces febles de van der Waals mantenen aquestes molècules unides en un enreixat hexagonal

## Preparació
P₄O10 es prepara cremant fòsfor elemental amb aire suficient:
P₄ + 5 O₂ → P₄O10
Durant la major part del segle XX el pentaòxid de fòsfor servia per obtenir àcid fosfòric concentrat pur. Les millores en la tecnologia del filtratge han portat al procés per via humida de l'àcid fosfòric abandonant el procés tèrmic, obviant la necessitat de produir fòsfor blanc com a material de partida.

## Aplicacions
El pentaòxid de fòsfor és un potent agent deshidratador com ho indica la naturalesa exotèrmica de la seva hidròlisi:
P₄O10 + 6 H₂O → 4 H₃PO₄ (–177 kJ)
Tanmateix, la seva utilitat com a dessecant està limitada per la seva tendència a fer una capa viscosa que inhibeix la posterior deshidratació. Una forma granular de P₄O10 es fa servir en els dessecadors.
Es fa servir el P₄O10 en síntesi orgànica per deshidratar. L'aplicació més important és la conversió d'amides a nitrils:
P₄O10 + RC(O)NH₂ → P₄O9(OH)₂ + RCN
El poder dessecant de P₄O10 és prou fort per a convertir molts àcids minerals en els seus anhidres.

## Òxids de fòsfor relacionats
En tres dels comercialment importants P₄O₆ i P₄O10, òxid fosforós es coneixen estructures intermèdies.

## Perills
El pentaòxid de fòsfor no és inflamable. Reacciona amb força amb l'aigua i amb les substàncies amb alt contingut d'humitat com el cotó i la fusta poden causar incendis. És corrosiu pels metalls i molt irritant – pot causar cremades severes als ulls, la pell, les membranes mucoses i el tracte respiratori fins i tot a concentracions baixes com 1 mg/m³.